# Bradypterus
A Bradypterus a madarak (Aves) osztályának a verébalakúak (Passeriformes) rendjébe, ezen belül a tücsökmadárfélék (Locustellidae) családjába tartozó nem.
Korábban egy szemétkosár-taxonba, az óvilági poszátafélék (Sylviidae) családjába sorolták, de az új besorolás szerint az új tücsökmadárfélék (Locustellidae) családba tartozik.

## Rendszerezésük
A nembe az alábbi 13 faj tartozik:
- fokföldi bozótposzáta (Bradypterus sylvaticus)
- Bangwa-erdei bozótposzáta (Bradypterus bangwaensis)
- Barratt-bozótposzáta (Bradypterus barratti)
- Lopez-bozótposzáta (Bradypterus lopezi)
  - erdei bozótposzáta (Bradypterus lopezi mariae)[2]
- fahéjbarna bozótposzáta (Bradypterus cinnamomeus)
- hegyi bozótposzáta(Bradypterus seebohmi)[1]
- fátyolfarkú poszáta (Bradypterus brunneus[1] vagy Dromaeocercus brunneus)[2]
- gaboni bozótposzáta (Bradypterus grandis)
- mocsári bozótposzáta (Bradypterus baboecala)
- szalagos bozótposzáta (Bradypterus carpalis)
- hegyvidéki bozótposzáta (Bradypterus centralis)[1]
- Kivu bozótposzáta (Bradypterus graueri)[1][2]

Átsorolt fajok:
- szürkemellű bozótposzáta (Bradypterus alfredi)[2]
- foltos bozótposzáta (Bradypterus thoracicus)
- vörös bozótposzáta (Bradypterus luteoventris)
- ceyloni bozótposzáta (Bradypterus palliseri)
- hosszúfarkú bozótposzáta (Bradypterus caudatus)
- borneói bozótposzáta (Bradypterus accentor)
- malukui bozótposzáta (Bradypterus castaneus)
- tajvani bozótposzáta (Bradypterus alishanensis)
- kasmíri bozótposzáta (Bradypterus major)
- Taczanowski-bozótposzáta (Bradypterus tacsanowskius)

Az újabb rendszerezések a Dickicht-bozótposzátát (korábban Bradypterus victorini) a Cryptillas nembe sorolják.